# Éliminatoires du Championnat d'Europe masculin de handball 2016
Les éliminatoires du championnat d'Europe masculin de handball 2016 se déroulent en trois phases, à partir d'octobre 2012, en relation avec les éliminatoires pour l'Euro 2014.
La seule équipe automatiquement qualifiée est la Pologne, pays hôte. Tous les autres pays, dont pour la première fois le tenant du titre (la France), doivent passer par les phases de qualification. Il s'agit d'une décision prise par le comité exécutif de l'EHF en mai 2010 et applicable à partir de 2014,.

## Chapeaux et tirages au sort

### Fonctionnement
38 équipes sont inscrites pour participer et se disputent les 15 places qualificatives pour le tournoi final en trois phases distinctes de qualification, selon la réforme des qualifications adoptée par la fédération européenne de handball quelques mois auparavant : deux phases de groupes entrecoupées d'un tour de play-off. Pour les deux phases de poules, les équipes sont réparties en plusieurs groupes en fonction du tirage au sort et de leur position dans les chapeaux de départ, calculée grâce au classement des nations de l'EHF.

### Tirages au sort
Le tirage au sort du premier tour de qualification a lieu le 23 juin 2012 lors d'un congrès de l'EHF, à Monte-Carlo (Monaco). Neuf équipes, éliminées lors du premier tour des éliminatoires pour le championnat d'Europe 2014, entrent en compétition, et sont disposées en trois chapeaux pour le tirage au sort.
| Chapeau 1              | Chapeau 2              | Chapeau 3                          |
| ---------------------- | ---------------------- | ---------------------------------- |
| Grèce Estonie Finlande | Italie Chypre Belgique | Luxembourg Grande-Bretagne Irlande |

Le tirage au sort du deuxième tour se déroule le 11 avril 2014 à Varsovie. Les 28 équipes présentes à ce stade de la compétition sont réparties en quatre pots suivant leur classement EHF.
| Chapeau 1                                               | Chapeau 2                                                    | Chapeau 3                                                             | Chapeau 4                                                          |
| ------------------------------------------------------- | ------------------------------------------------------------ | --------------------------------------------------------------------- | ------------------------------------------------------------------ |
| Danemark Espagne Croatie France Serbie Hongrie Slovénie | Islande Allemagne Macédoine Russie Suède Biélorussie Norvège | Autriche Rép. tchèque Monténégro Slovaquie Lituanie Portugal Pays-Bas | Bosnie-Herzégovine Israël Lettonie Suisse Ukraine Turquie Finlande |

## Premier tour de qualification
Cette première phase se joue sous la forme de matches aller-retour. La meilleure équipe de chacun des trois groupes se qualifie pour les play-offs, où elle rencontrera l'une des trois moins bonnes nations du deuxième tour des éliminatoires de l'Euro 2014.
Légende
- Qualification pour les Play-offs.
- Élimininé.

### Groupe Q1
|   | Équipe     | Pts | J | G | N | P | Bp  | Bc  | Diff |  | Résultats (dom.\ext.) |       |       |       |
| - | ---------- | --- | - | - | - | - | --- | --- | ---- |  | --------------------- | ----- | ----- | ----- |
| 1 | Finlande   | 7   | 4 | 3 | 1 | 0 | 113 | 83  | 30   |  | Finlande              |       | 28-21 | 35-17 |
| 2 | Luxembourg | 3   | 4 | 1 | 1 | 2 | 97  | 91  | 6    |  | Luxembourg            | 24-24 |       | 16-17 |
| 3 | Chypre     | 2   | 4 | 1 | 0 | 3 | 77  | 113 | -36  |  | Chypre                | 21-26 | 22-36 |       |

### Groupe Q2
|   | Équipe          | Pts | J | G | N | P | Bp  | Bc  | Diff |  | Résultats (dom.\ext.) |       |       |       |
| - | --------------- | --- | - | - | - | - | --- | --- | ---- |  | --------------------- | ----- | ----- | ----- |
| 1 | Grèce           | 8   | 4 | 4 | 0 | 0 | 135 | 86  | 49   |  | Grèce                 |       | 29-27 | 43-14 |
| 2 | Italie          | 4   | 4 | 2 | 0 | 2 | 136 | 109 | 27   |  | Italie                | 25-31 |       | 37-26 |
| 3 | Grande-Bretagne | 0   | 4 | 0 | 0 | 4 | 83  | 159 | -76  |  | Grande-Bretagne       | 20-32 | 23-47 |       |

### Groupe Q3
|   | Équipe   | Pts | J | G | N | P | Bp  | Bc  | Diff |  | Résultats (dom.\ext.) |       |       |       |
| - | -------- | --- | - | - | - | - | --- | --- | ---- |  | --------------------- | ----- | ----- | ----- |
| 1 | Estonie  | 8   | 4 | 4 | 0 | 0 | 152 | 75  | 77   |  | Estonie               |       | 32-23 | 44-13 |
| 2 | Belgique | 4   | 4 | 2 | 0 | 2 | 111 | 87  | 24   |  | Belgique              | 24-31 |       | 36-12 |
| 3 | Irlande  | 0   | 4 | 0 | 0 | 4 | 52  | 153 | -101 |  | Irlande               | 15-45 | 12-28 |       |

## Play-offs
| Équipe 1 | Score   | Équipe 2           | Aller   | Retour  |
| -------- | ------- | ------------------ | ------- | ------- |
| Roumanie | 61 – 62 | Finlande           | 32 – 30 | 29 – 32 |
| Grèce    | 45 – 55 | Bosnie-Herzégovine | 23 – 28 | 22 – 27 |
| Estonie  | 58 – 65 | Suisse             | 26 – 34 | 32 – 31 |

## Deuxième tour de qualification

### Modalités
Les deux premiers de chaque poule (soit 14 équipes) et le meilleur troisième sont qualifiés.
Légende
- Qualification pour la compétition.
- Désignation du meilleur troisième.
- Éliminé.

### Groupe 1
|   | Équipe   | Pts | J | G | N | P | Bp  | Bc  | Diff |  | Résultats (dom.\ext.) |       |       |       |       |
| - | -------- | --- | - | - | - | - | --- | --- | ---- |  | --------------------- | ----- | ----- | ----- | ----- |
| 1 | Croatie  | 10  | 6 | 5 | 0 | 1 | 191 | 148 | 43   |  | Croatie               |       | 31-25 | 35-24 | 40-26 |
| 2 | Norvège  | 10  | 6 | 5 | 0 | 1 | 182 | 152 | 30   |  | Norvège               | 27-26 |       | 38-24 | 36-27 |
| 3 | Pays-Bas | 4   | 6 | 2 | 0 | 4 | 155 | 174 | -19  |  | Pays-Bas              | 24-27 | 22-30 |       | 31-21 |
| 4 | Turquie  | 0   | 6 | 0 | 0 | 6 | 131 | 195 | -64  |  | Turquie               | 22-32 | 22-26 | 23-30 |       |

### Groupe 2
|   | Équipe             | Pts | J | G | N | P | Bp  | Bc  | Diff |  | Résultats (dom.\ext.) |       |       |       |       |
| - | ------------------ | --- | - | - | - | - | --- | --- | ---- |  | --------------------- | ----- | ----- | ----- | ----- |
| 1 | Danemark           | 12  | 6 | 6 | 0 | 0 | 181 | 144 | 37   |  | Danemark              |       | 32-23 | 26-25 | 31-21 |
| 2 | Biélorussie        | 6   | 6 | 2 | 2 | 2 | 158 | 167 | -9   |  | Biélorussie           | 27-36 |       | 25-25 | 31-24 |
| 3 | Bosnie-Herzégovine | 4   | 6 | 1 | 2 | 3 | 136 | 140 | -4   |  | Bosnie-Herzégovine    | 23-25 | 22-22 |       | 26-23 |
| 4 | Lituanie           | 2   | 6 | 1 | 0 | 5 | 140 | 164 | -24  |  | Lituanie              | 25-31 | 28-30 | 19-15 |       |

### Groupe 3
|   | Équipe    | Pts | J | G | N | P | Bp  | Bc  | Diff |  | Résultats (dom.\ext.) |       |       |       |       |
| - | --------- | --- | - | - | - | - | --- | --- | ---- |  | --------------------- | ----- | ----- | ----- | ----- |
| 1 | Suède     | 11  | 6 | 5 | 1 | 0 | 182 | 134 | 48   |  | Suède                 |       | 28-24 | 33-23 | 27-22 |
| 2 | Slovénie  | 9   | 6 | 4 | 1 | 1 | 185 | 149 | 36   |  | Slovénie              | 28-28 |       | 37-20 | 31-25 |
| 3 | Lettonie  | 4   | 6 | 2 | 0 | 4 | 133 | 182 | -49  |  | Lettonie              | 14-33 | 28-39 |       | 25-18 |
| 4 | Slovaquie | 0   | 6 | 0 | 0 | 6 | 130 | 165 | -35  |  | Slovaquie             | 23-33 | 22-23 | 20-26 |       |

### Groupe 4
|   | Équipe     | Pts | J | G | N | P | Bp  | Bc  | Diff |  | Résultats (dom.\ext.) |       |       |       |       |
| - | ---------- | --- | - | - | - | - | --- | --- | ---- |  | --------------------- | ----- | ----- | ----- | ----- |
| 1 | Islande    | 9   | 6 | 4 | 1 | 1 | 191 | 137 | 54   |  | Islande               |       | 38-22 | 34-22 | 36-19 |
| 2 | Serbie     | 8   | 6 | 3 | 2 | 1 | 153 | 152 | 1    |  | Serbie                | 25-25 |       | 25-21 | 32-23 |
| 3 | Monténégro | 7   | 6 | 3 | 1 | 2 | 146 | 152 | -6   |  | Monténégro            | 25-24 | 23-23 |       | 33-27 |
| 4 | Israël     | 0   | 6 | 0 | 0 | 6 | 134 | 183 | -49  |  | Israël                | 24-34 | 22-26 | 19-22 |       |

### Groupe 5
|   | Équipe   | Pts | J | G | N | P | Bp  | Bc  | Diff |  | Résultats (dom.\ext.) |       |       |       |       |
| - | -------- | --- | - | - | - | - | --- | --- | ---- |  | --------------------- | ----- | ----- | ----- | ----- |
| 1 | Hongrie  | 12  | 6 | 6 | 0 | 0 | 178 | 151 | 27   |  | Hongrie               |       | 29-25 | 31-30 | 32-28 |
| 2 | Russie   | 8   | 6 | 4 | 0 | 2 | 174 | 168 | 6    |  | Russie                | 23-27 |       | 35-33 | 27-22 |
| 3 | Portugal | 4   | 6 | 2 | 0 | 4 | 183 | 176 | 7    |  | Portugal              | 25-26 | 29-34 |       | 34-24 |
| 4 | Ukraine  | 0   | 6 | 0 | 0 | 6 | 148 | 188 | -40  |  | Ukraine               | 20-33 | 28-30 | 26-32 |       |

### Groupe 6
|   | Équipe       | Pts | J | G | N | P | Bp  | Bc  | Diff |  | Résultats (dom.\ext.) |       |       |       |       |
| - | ------------ | --- | - | - | - | - | --- | --- | ---- |  | --------------------- | ----- | ----- | ----- | ----- |
| 1 | France       | 12  | 6 | 6 | 0 | 0 | 201 | 145 | 56   |  | France                |       | 35-24 | 41-25 | 31-23 |
| 2 | Macédoine    | 7   | 6 | 3 | 1 | 2 | 161 | 154 | 7    |  | Macédoine             | 25-27 |       | 32-28 | 27-20 |
| 3 | Rép. tchèque | 5   | 6 | 2 | 1 | 3 | 163 | 185 | -22  |  | Rép. tchèque          | 24-34 | 27-27 |       | 29-25 |
| 4 | Suisse       | 0   | 6 | 0 | 0 | 6 | 135 | 176 | -41  |  | Suisse                | 24-33 | 17-26 | 26-30 |       |

### Groupe 7
|   | Équipe    | Pts | J | G | N | P | Bp  | Bc  | Diff |  | Résultats (dom.\ext.) |       |       |       |       |
| - | --------- | --- | - | - | - | - | --- | --- | ---- |  | --------------------- | ----- | ----- | ----- | ----- |
| 1 | Espagne   | 10  | 6 | 5 | 0 | 1 | 184 | 132 | 52   |  | Espagne               |       | 26-20 | 27-16 | 39-16 |
| 2 | Allemagne | 10  | 6 | 5 | 0 | 1 | 172 | 145 | 27   |  | Allemagne             | 29-28 |       | 31-29 | 30-18 |
| 3 | Autriche  | 4   | 6 | 2 | 0 | 4 | 148 | 161 | -13  |  | Autriche              | 24-30 | 24-28 |       | 29-22 |
| 4 | Finlande  | 0   | 6 | 0 | 0 | 6 | 126 | 192 | -66  |  | Finlande              | 27-34 | 20-34 | 23-26 |       |

### Désignation du meilleur troisième
Le dernier qualifié est le meilleur troisième des sept poules. Pour le désigner, un classement est effectué en comparant les résultats de chacune des sept équipes :
|   | Équipe             | Pts | J | G | N | P | Bp  | Bc  | Diff |
| - | ------------------ | --- | - | - | - | - | --- | --- | ---- |
| 1 | Monténégro         | 7   | 6 | 3 | 1 | 2 | 146 | 152 | -6   |
| 2 | Rép. tchèque       | 5   | 6 | 2 | 1 | 3 | 163 | 185 | -22  |
| 3 | Portugal           | 4   | 6 | 2 | 0 | 4 | 183 | 176 | 7    |
| 4 | Bosnie-Herzégovine | 4   | 6 | 1 | 2 | 3 | 136 | 140 | -4   |
| 5 | Autriche           | 4   | 6 | 2 | 0 | 4 | 148 | 161 | -13  |
| 6 | Pays-Bas           | 4   | 6 | 2 | 0 | 4 | 155 | 174 | -19  |
| 7 | Lettonie           | 4   | 6 | 2 | 0 | 4 | 133 | 182 | -49  |

Le Monténégro termine ainsi meilleur troisième avec sept points et se qualifie pour la phase finale.